# Dennis Kempe
Dennis Kempe (* 24. Juni 1986 in Wesel) ist ein ehemaliger deutscher Fußballspieler. Er spielte hauptsächlich als Linker Verteidiger.

## Werdegang
Kempe begann mit dem Fußballspielen beim TV Voerde, ehe er zum SuS Dinslaken weiterzog. Später schloss er sich der Jugend von Borussia Mönchengladbach an. Im Sommer 2005 gehörte er zusammen mit seinem Mannschaftskollegen Eugen Polanski dem Kader der deutschen U-19-Auswahl bei der Europameisterschaft 2005 in Nordirland an. Ein Jahr später rückte er in die in der Regionalliga Nord antretende Reservemannschaft des Traditionsvereins auf.
Nach einer Spielzeit wechselte Kempe zur Reservemannschaft des VfL Wolfsburg. Nachdem er seinen Vertrag beim Klub nicht verlängern wollte, kam er dort jedoch nicht mehr zum Einsatz und entschied sich trotz eines Angebots von Hansa Rostock zu einem Wechsel zum 1. FC Kleve. In der viertklassigen Regionalliga West gehörte er über weite Teile der Saison zum Stammpersonal, konnte den Abstieg des Klubs jedoch nicht verhindern.
Im Juni 2009 wechselte Kempe in die Schweizer Challenge League zum FC Vaduz, der nach dem Abstieg aus der Axpo Super League mehrere neue Spieler unter Vertrag nahm.
Im September 2010 wechselte Kempe zum deutschen Drittligisten VfR Aalen. Dort wurde er unter Trainer Rainer Scharinger und nach dessen Entlassung auch unter Nachfolger Ralph Hasenhüttl auf Anhieb zum Stammspieler, meistens wurde er als Innenverteidiger eingesetzt. Zur folgenden Saison 2011/12 folgte Kempe seinem Trainer Scharinger zum Zweitligisten Karlsruher SC. Sein Vertrag lief bis zum 30. Juni 2018. Für den KSC erzielte er beim 3:2-Heimsieg gegen den FC Ingolstadt am 14. Spieltag der Saison 2011/12 seinen ersten Ligatreffer als Profi. Mit Karlsruhe stieg Kempe in derselben Saison in die 3. Liga ab, schaffte aber sogleich den Wiederaufstieg. Sein Treffer zum zwischenzeitlichen 2:1 beim 3:2-Heimsieg gegen Arminia Bielefeld am 29. Januar 2017, dem 18. Spieltag der Saison 2016/17, wurde zum Tor des Monats Januar 2017 gekürt. Dennoch stieg Kempe mit dem KSC am Saisonende wieder in die 3. Liga ab.
Zur Saison 2017/18 wechselte Kempe zum Zweitligisten FC Erzgebirge Aue.
Nach 3 Jahren in Aue schloss sich Kempe im August 2020 dem SV Wehen Wiesbaden an. Er erhielt zunächst einen Einjahresvertrag, der bereits in der Winterpause um eine weitere Saison verlängert wurde. Im März 2022 verlängerte sich sein Vertrag automatisch wiederum um ein weiteres Jahr. Mit seinem Verein stieg er am Ende der Saison 2022/23 in die 2. Bundesliga auf und er beendete seine Karriere.

## Familie
Sein Vater Thomas absolvierte 391 Bundesligaspiele für den MSV Duisburg, den VfB Stuttgart und den VfL Bochum. Sein jüngerer Bruder Tobias ist ebenfalls Fußball-Profi.

## Auszeichnungen und Erfolge
- Torschütze des Monats Januar 2017[9]
- Aufstieg in die 2. Bundesliga: 2023